# 隆格羅夫鎮區 (伊利諾伊州費耶特縣)
隆格羅夫鎮區（英語：Lone Grove Township）是位於美國伊利諾伊州費耶特縣的一個行政鎮區。

## 地方資料
根據2010年美國人口普查的數據，隆格羅夫鎮區的面積為95.50平方千米，當中陸地面積為95.50平方千米，而水域面積為0.00平方千米。當地共有人口648人，而人口密度為每平方千米6.79人。